# BRP Albert Majini
Le BRP Albert Majini (PG-909) est le huitième navire de la classe Acero de canonnières de patrouille de la marine philippine (PN). Désigné « PG-909 » par son numéro de coque peint sur l’étrave, il a été livré le 17 septembre 2024 au quai 15 du port sud de Manille, avec son sister-ship le PG-908, septième navire de la classe.
Il est nommé en l'honneur de l’enseigne Albert V. Majini, un officier de la marine philippine mort dans l’exercice de ses fonctions. Le 7 octobre 1980, il servait en tant qu’officier d’artillerie à bord de la frégate BRP Rajah Lakandula (PF-4) dans les environs de l’île de Sangbay à Basilan, dans les eaux méridionales du pays. Lors d’un affrontement, alors qu’il dirigeait ses artilleurs, il est resté debout à découvert pour obtenir une meilleure visée, risquant sa vie, jusqu’à ce que les tirs ennemis l’abattent. Cela lui a valu la Médaille de la bravoure des forces armées des Philippines, la plus haute décoration de combat des Philippines, à titre posthume.

## Conception
Cette classe de navires a été conçue pour transporter un canon mitrailleur Mk44 Bushmaster II monté à l’avant, sur la tourelle télécommandée Rafael Typhoon Mk 30-C, et deux mitrailleuses lourdes Browning M2HB de 12,7 mm (calibre .50) montées sur des tourelleaux télécommandés Rafael Mini Typhoon. 
Le BRP Albert Majini fait partie des navires de la classe armés d’un lance-missiles Rafael Typhoon MLS-NLOS pour les missiles sol-sol Spike-NLOS.Le système de missiles NLOS est équipé de capteurs électro-optiques et infrarouges avancés et offre des capacités opérationnelles de jour comme de nuit, améliorant ainsi l’efficacité du navire dans divers scénarios de combat. Il a une portée allant jusqu’à 30 km, permettant au navire d’engager des cibles avec précision à partir d’une distance de sécurité,. 

## Historique
En 2019, la marine philippine a décidé l’acquisition d’une nouvelle classe de patrouilleurs côtiers (CPIC) capables d’être équipées de missiles et basées sur la conception israélienne classe Shaldag V pour remplacer les navires d’attaque rapide de classe Tomas Batillo qui ont été retirées du service,.
Un contrat a été signé entre le Ministère de la Défense nationale, Israel Shipyards Ltd. et le ministère de la Défense israélien le 9 février 2021, et l’avis de procéder a été publié le 27 avril 2021,.
L’utilisation de « PG » dans le numéro de coque indique que les bateaux sont classés comme des canonnières de patrouille, sur la base des normes de classification de dénomination de 2016 de la marine philippine.
Le BRP Albert Majini a été construit localement, au chantier naval de Cavite,,, dans la province de Cavite, au sud de Manille. Il est le premier navire de la classe Acero assemblé dans le pays. Les sept bateaux précédents ont été construits dans les installations d’Israel Shipyards à Haïfa, mais le contrat portant sur neuf unités, pour un montant de 10 milliards de pesos, prévoyait un transfert de technologie pour améliorer les capacités de construction navale de la marine philippine,,.
Il a été lancé le 12 novembre 2024 au chantier naval de Cavite, en présence du chef d'état-major de la marine, le vice-amiral Toribio Adaci Jr., du sous-secrétaire aux acquisitions et à la gestion des ressources (USARM) du ministère de la Défense nationale, Salvador Melchor B. Mison Jr., de l’ambassadeur d’Israël aux Philippines, Ilan Fluss, du directeur marketing d’Israel Shipyard Ltd., Noam Katsav, et d’autres hauts responsables de l’armée et du ministère de la Défense,,.
Huitième navire de sa classe, le PG-909 a été livré à la marine philippine le 17 septembre 2024avec son sister-ship le BRP Tomas Campo (PG-908), et il a été baptisé BRP Albert Majini.
Début 2025, les membres d’équipage du BRP Albert Majini et du BRP Tomas Campo (PG-908) ont suivi une formation pour l’utilisation et la maintenance du système de missiles NLOS (Non-Line of Sight) des navires. La formation a été menée par des représentants du fabricant du système de missiles NLOS, la société israélienne Rafael Advanced Defense Systems Limited. Elle a eu lien entre le 20 janvier et le 7 février 2025. Elle a impliqué six membres d’équipage de chaque navire : le commandant, le commandant en second, l’officier d’armement et d’autres membres clés du département d’armement. Le programme comprenait à la fois un enseignement théorique et une application pratique. Une composante importante de la formation était la phase en mer, qui mettait l’accent sur les essais du système, l’étalonnage et l’exécution des procédures de tir de missiles,
Il rentre en service officiellement, ainsi que le BRP Miguel Malvar (FFG-06), le 20 mai 2027 lors d'une cérémonie pour le 127e anniversaire de la marine philippine.